# Systoechus candidus
Systoechus candidus är en tvåvingeart som beskrevs av Hesse 1938. Systoechus candidus ingår i släktet Systoechus och familjen svävflugor. Inga underarter finns listade i Catalogue of Life.